# Flagge Bermudas

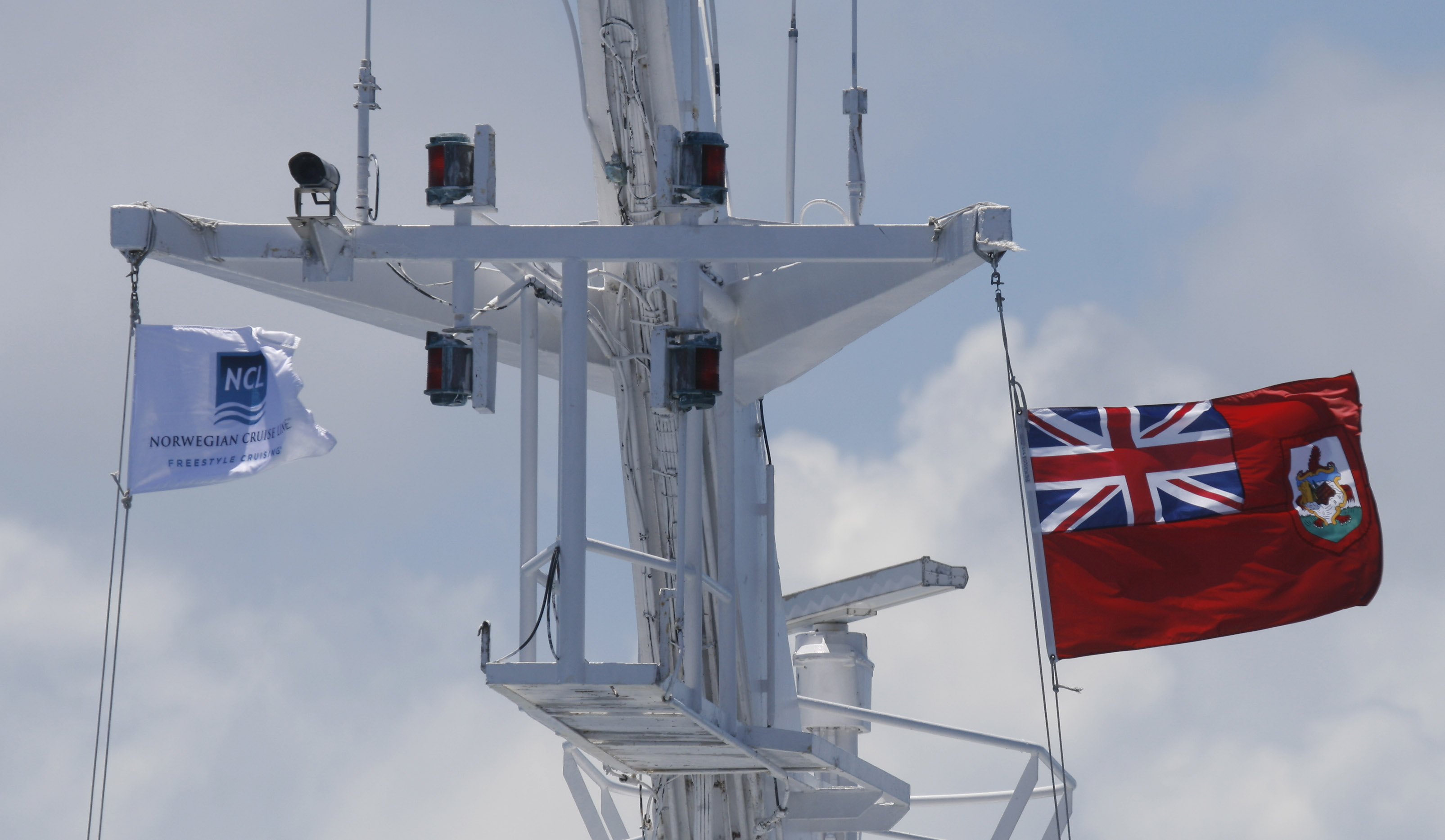
Flagge Bermudas

Die Flagge Bermudas wurde am 4. Oktober 1910 angenommen. Auf rotem Hintergrund zeigt sie links oben den Union Jack, die Flagge des britischen Mutterlandes. In der rechten Hälfte ist das Wappen Bermudas dargestellt, seit 1999 größer als in der Flaggenvariante von 1910.

Flagge von 1875 bis 1910
Flagge von 1910 bis 1999
Union Jack des Gouverneurs